# Max Bolliger
Max Bolliger (* 23. April 1929 in Schwanden, Kanton Glarus; † 10. Februar 2013 in Zürich; heimatberechtigt in Schlossrued) war ein Schweizer Schriftsteller und Kinderbuchautor.

## Leben
Nach seiner Ausbildung zum Lehrer sowie einigen Jahren Unterricht an Dorfschulen folgte ein Studium der Heilpädagogik und Psychologie. Anschliessend arbeitete er als Heilpädagoge in Luxemburg und zehn Jahre als Sonderschullehrer in Adliswil bei Zürich.
Ab 1969 war Bolliger freier Schriftsteller. Er arbeitete bis 1994 für das Schweizer Fernsehen (Kindersendung Spielhaus) und war Lehrbeauftragter für Jugendliteratur am Kantonalen Primarlehrerseminar Zürich.
Im März 2013 wurde bekannt, dass Bolliger im Februar im Alter von 83 Jahren verstorben ist. Anfang des Jahres musste er sich wegen einer Lungenentzündung im Spital behandeln lassen. Zuletzt lebte er in Weesen im Kanton St. Gallen.

## Werke
Literarisch trat der Autor erstmals zu Beginn der 1950er Jahre mit Gedichten und Erzählungen für Erwachsene in Erscheinung. Schon bald wechselte er zum Kinder- und Jugendbuch. Bolliger wurde zu einem bekannten und erfolgreichen Schweizer Kinderbuchautor. In seinem Werk sind zwei Schwerpunkte auszumachen: Auf der einen Seite stehen die kurzen Erzählungen, die oft als Bilderbuchtexte dienten, auf der anderen Seite legte der Autor ein besonderes Gewicht auf die Nacherzählung biblischer Texte.
Bolliger veröffentlichte in seinem Leben über 50 Bücher, die in 20 Sprachen übersetzt wurden. Er gewann zahlreiche Jugendbuchpreise.

## Auszeichnungen und Ehrungen
- 1957: Lyrikpreis von Radio Basel[2]
- 1965: Ringier-Feuilleton-Preis[2]
- 1966: Deutscher Jugendliteraturpreis für David
- 1973: Schweizer Jugendbuchpreis für das Gesamtwerk
- 1974: Conrad-Ferdinand-Meyer-Preis[2]
- 1976: Zilveren Griffel für De kleine reus
- 1983: Katholischer Kinder- und Jugendbuchpreis für Euer Bruder Franz
- 1991: Katholischer Kinder- und Jugendbuchpreis für Das Buch der Schöpfung
- 1994: Ehrendoktorwürde der Theologischen Fakultät der Universität Zürich
- 2005: Großer Preis der Deutschen Akademie für Kinder- und Jugendliteratur e. V. Volkach für das Gesamtwerk

## Werke (Auswahl)
- Gedichte, 1953
- Verwundbare Kindheit. Erzählungen, 1957
- Der brennende Bruder. 4 Erzählungen, 1960
- Knirps, 1961/2016 (illustriert von Klaus Brunner)
- Das alte Karussell, 1962/2016 (illustriert von Klaus Brunner)
- David. Ein Hirtenjunge wird König (illustriert von Edith Schindler), 1965
- Knirps im Kinderzoo, 1966/2016 (illustriert von Klaus Brunner)
- Joseph - Die Geschichte von Joseph und seinen Brüdern (illustriert von Edith Schindler), 1967
- Daniel und ein Volk in Gefangenschaft (illustriert von Edith Schindler), 1968
- Alois (illustriert von René Villiger), 1968
- Schweigen, vermehrt um den Schnee. Gedichte, 1969
- Der goldene Apfel (illustriert von Celestino Piatti), 1970
- Die Wunderblume und andere Erzählungen (illustriert von Bruno Bischofberger), 1971
- Mose (illustriert von Edith Schindler), 1972
- Das Hirtenlied (illustriert von Stepán Zavrel), 1980
- Euer Bruder Franz. Tatsachen und Geschichten aus dem Leben des Franz von Assisi, 1982
- Der Weihnachtsnarr (illustriert von Gianni De Conno), 1982
- Jesus. Dem Lukasevangelium nacherzählt, 1982
- Eine Rolle für Anna. 6 Weihnachtsgeschichten, 1982
- Sonntag, 1985
- Ein Stern am Himmel. Nikolaus von Flüe, 2000
- Kleines Glück und wilde Welt (illustriert von Klaus Ensikat), 2000
- Die Geschichte des weisen Nathan. Neu erzählt, 2009
- Die Geschichte des weisen Nathan. Neu erzählt, 2009

Übersetzungen
- Renard & Renard (illustriert von Klaus Einsikat); La Joie de lire, Genf 2002.